# John Richard Green

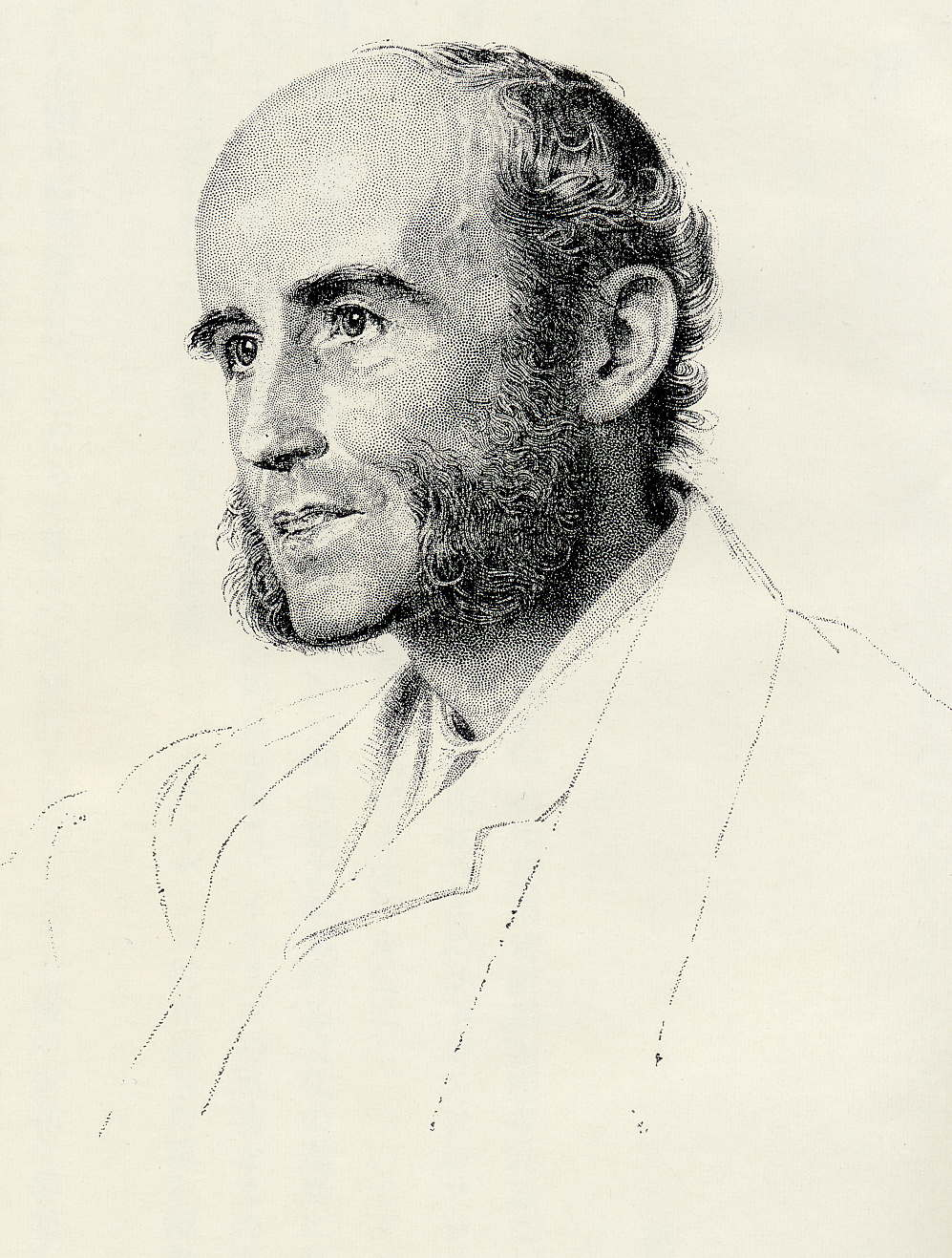
John Richard Green

John Richard Green (* 12. Dezember 1837 in Oxford; † 7. März 1883 in Menton, Frankreich) war ein englischer Priester, Historiker und Geograph, der besonders durch seine Arbeiten zur Geschichte Englands bekannt wurde.

## Leben
Green besuchte die Magdalen College School und später das Jesus College der University of Oxford. Nachdem er Oxford verlassen hatte, wurde er 1860 zum Priester geweiht und begann als Pfarrer in der Kirche St Philip’s in Stepney, einem Stadtteil von London, zu arbeiten. Derweil begann Green damit, Geschichte zu studieren und Artikel für den Saturday Review, eine Londoner Zeitschrift, zu schreiben. Langsam wandte er sich von den Lehren der englischen Kirche ab und legte sein Hauptaugenmerk auf die Geschichte Englands.
1868 nahm Green einen Posten als Bibliothekar in Lambeth an, erkrankte jedoch bald darauf an der Tuberkulose. 1874 veröffentlichte er die Short History of the English People („Kurze Geschichte des englischen Volkes“), welche schon bald sehr beliebt war und infolgedessen 1877 bis 1880 um vier Bände erweitert wurde.
1882 veröffentlichte er den ersten Band von The Making of England, einem Werk über den „Werdegang“ Englands bis 1066. Nach seinem Tod wurde dieses von seiner Frau, der Historikerin Alice, die er 1877 geheiratet hatte, fortgesetzt, und unter dem Namen The Conquest of England neu veröffentlicht.
Green war primär darauf bedacht, seine Leser zu unterhalten. Dies erreichte er dadurch, dass er seine Bücher ausführlich bebilderte und in einem informativ-erzählerischen Stil schrieb, wobei ihm jedoch – gerade in Bezug auf sein erstes Werk – vorgeworfen wurde, er berichte unneutral und schmücke seine Erzählung übermäßig aus. Die Short History of the English People avancierte durch Greens leicht verständlichen Schreibstil zum wahrscheinlich zweitmeistverkauften Buch des 19. Jahrhunderts, nur übertroffen von Thomas Babington Macaulays The History of England from the Accession of James the Second (1848).
1883 starb Green im Alter von 45 Jahren an der Tuberkulose.

## Werke
- Short History of the English People. 1874–1880
- Short Geography of the British Isles. 1880
- The Making of England. 1882
- The Conquest of England. 1883[1]